# Fluebrig
Fluebrig är en bergstopp i Schweiz.   Den ligger i distriktet Bezirk Schwyz och kantonen Schwyz, i den centrala delen av landet, 110 km öster om huvudstaden Bern. Toppen på Fluebrig är 2 093 meter över havet, eller 271 meter över den omgivande terrängen. Bredden vid basen är 2,6 km.
Terrängen runt Fluebrig är bergig åt sydost, men åt nordväst är den kuperad. Runt Fluebrig är det glesbefolkat, med 18 invånare per kvadratkilometer.. Närmaste större samhälle är Einsiedeln, 12,8 km nordväst om Fluebrig. 
I omgivningarna runt Fluebrig växer i huvudsak blandskog.